# Simpl (München)

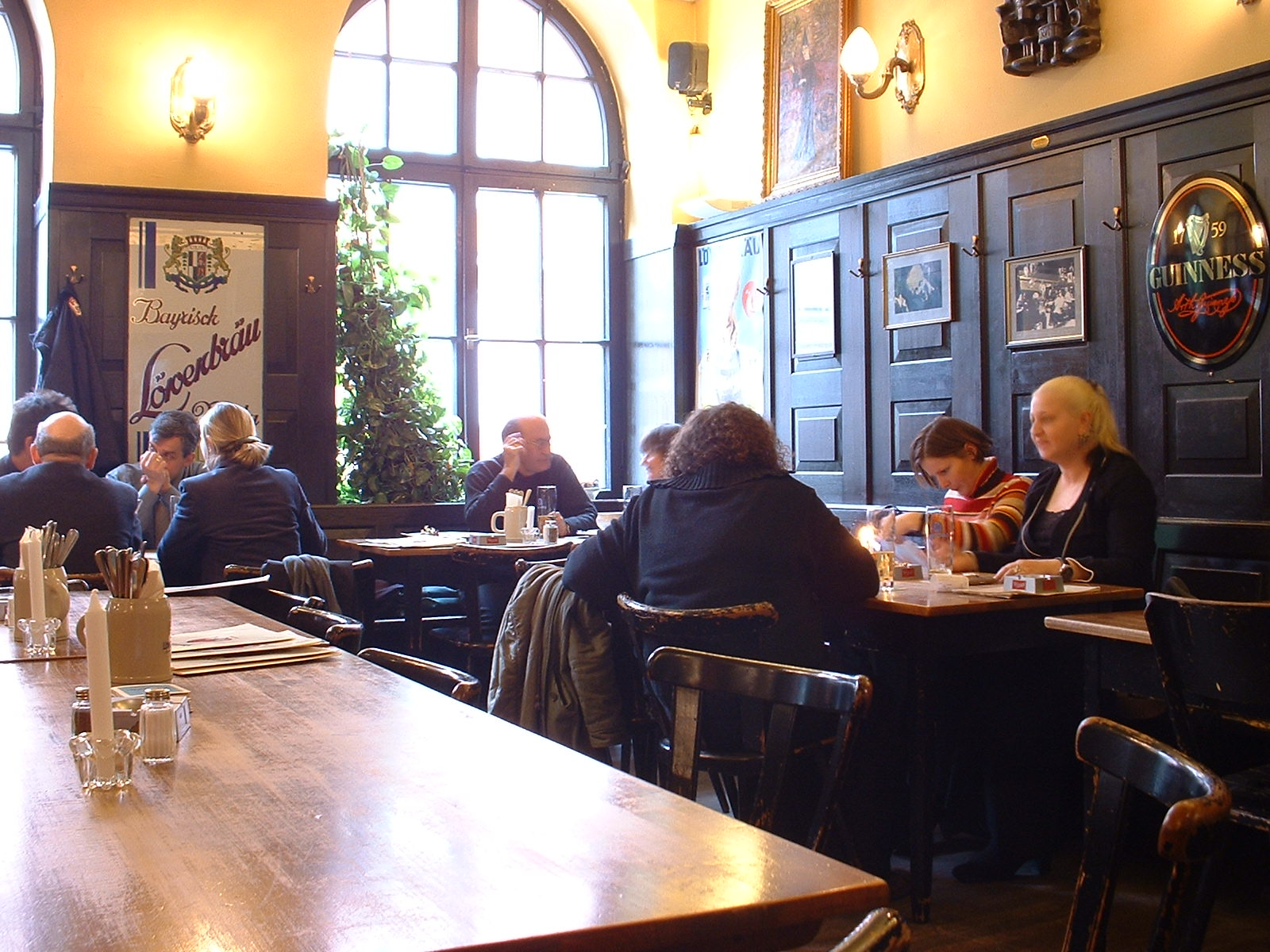
Alter Simpl – Vordere Gaststube

Der Alte Simpl ist ein Lokal im Münchener Stadtteil Maxvorstadt.

## Geschichte

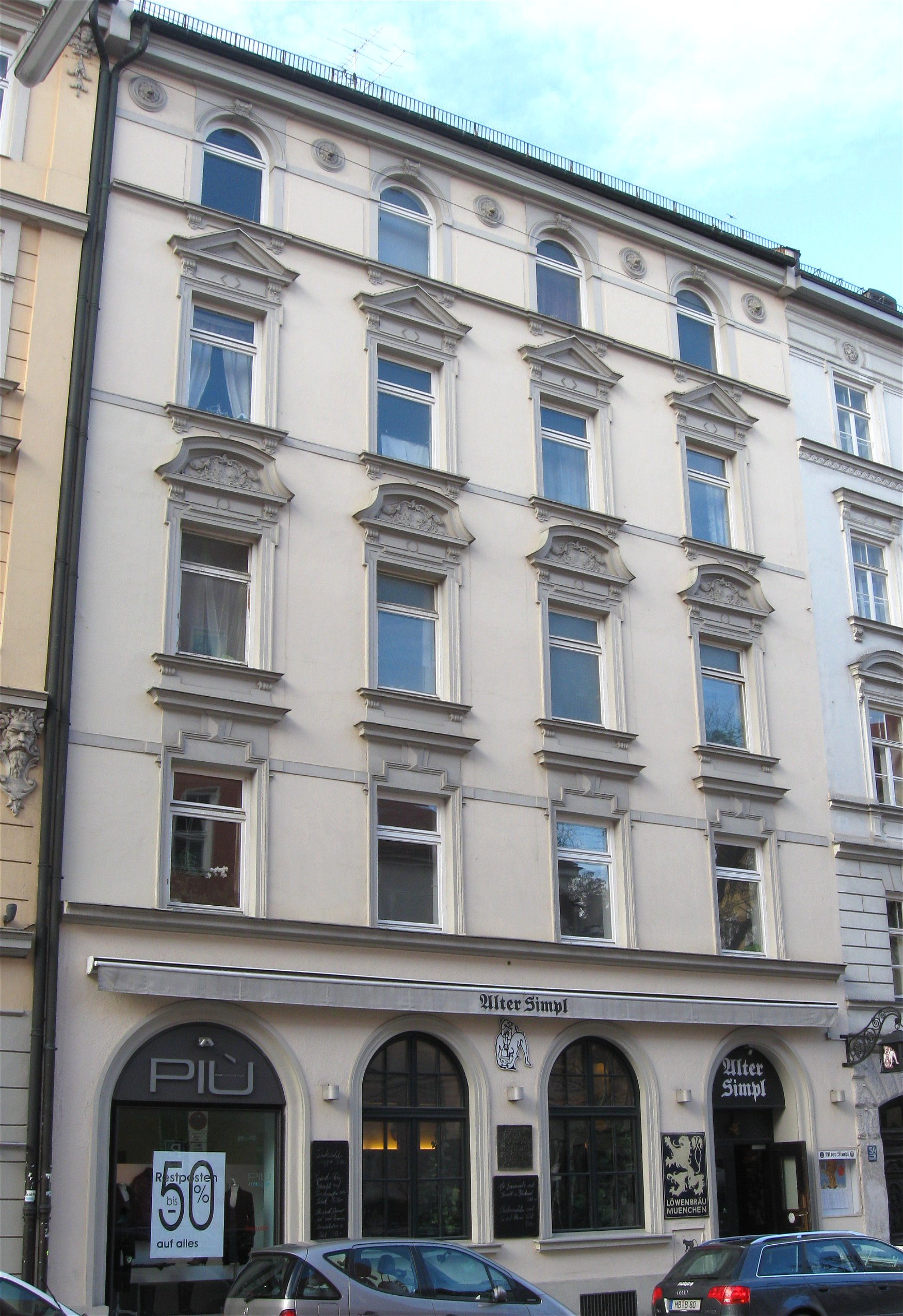
Alter Simpl in der Türkenstraße 57

1903 übernahm Kathi Kobus die Räume des Kaffeehauses Kronprinz Rudolf in der Münchener Türkenstraße. Mit ihr zogen auch ihre Stammgäste Frank Wedekind, Ludwig Thoma, Thomas Theodor Heine, Olaf Gulbransson, Julius Beck und andere Autoren im Dunstkreis der Zeitschrift Simplicissimus aus der Dichtelei (Adalbertstraße) in das neue Lokal um.
Neben dem Café Stefanie (Amalienstraße) wird auch der Simplicissimus als Kabarettlokal schnell bekannt. Kobus arbeitet bis zu ihrem vorläufigen Ruhestand 1922 selbst aktiv daran, ihr Lokal zu etablieren, indem sie beispielsweise Karl Valentin, Joachim Ringelnatz, Georg Heym und Theo Prosel auf ihre Bühne holt und teilweise auch als Hausdichter vertraglich bindet.

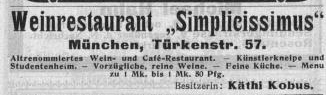
Reklame des Weinrestaurants „Simplicissimus“ in der Münchener Ratsch-Kathl, 1907.

Zwischen 1903 und 1912 erlebt der Simpl seine erste Blütezeit. Aber auch danach sorgen neue Vortragskünstler für wichtige kulturelle Impulse, wie ab 1913 die Diseuse Marietta di Monaco, 1914 der junge Kabarettist und spätere Film- und Schallplattenstar Max Hansen oder ab 1919 der schwierige Chansonnier Walter Hillbring, der zum Leidwesen Kathi Kobus' (die wegen finanzieller Schwierigkeiten den Laden wieder übernommen hatte) die Bühne wieder verließ, wenn das Publikum ihm nicht beliebte. Auch für die Dichter der Schwabinger Bohème blieb der Simpl ein zentraler Anlaufpunkt, wenn es darum ging, dem literarisch interessierten Publikum neue Texte vorzustellen. In diesem Zusammenhang soll im Simpl bei einer Rezitation Mariettas 1914 und damit zum ersten Mal in der Literaturgeschichte der in einem von Klabund und Hugo Ball gemeinsam verfassten Gedicht auftauchende Begriff „Dada“, der sich später in der Bezeichnung für die neuentwickelte Kunstform des Dadaismus wiederfand, öffentlich gefallen sein.
Eine zweite Blüte erlebt das Lokal zwischen 1935 und dem Beginn des Zweiten Weltkrieges nach dem Kauf durch den Kabarettisten Adolf Gondrell, der Theo Prosel als Pächter einsetzte. Unter anderem traten jetzt jüngere Künstler wie Fred Endrikat auf. Der letzte Hausdichter des alten Simpl war Ernst Klotz (bis 1944). Viele Figuren aus der Ära Alter Simpl gehörten später zu den ersten Trägern des ab den 1960er Jahren verliehenen Schwabinger Kunstpreises.
Am 13. Juli 1944 zerstörte eine Bombe das Gebäude. Am Platzl eröffnete Theo Prosel 1946 ein Lokal namens Neuer Simpl, in dem z. B. in seinem Todesjahr noch Karl Valentin auftrat. 
Das Simpl-Lokal in der Türkenstraße wurde nach dem Zweiten Weltkrieg zunächst von wechselnden Pächtern mit wechselnden Namen geführt. Von 1960 bis 1992 führte die Schauspielerin Toni Netzle den Alten Simpl. Nachdem Duke Ellington dort 1961 am Flügel gespielt hatte, erlangte das Lokal wieder Bekanntheit und wurde ein Treffpunkt von Musikern, Theater- und Filmleuten sowie Journalisten; als Gäste kamen auch Hollywood-Stars wie Robert De Niro.

## Gegenwart
Heute findet sich unter dieser Adresse der Alte Simpl, der im Universitätsviertel als Lokal nach wie vor beliebt ist. Das Bulldoggenlogo verweist immer noch auf die Anfänge als Kabarettlokal und auf die Zeitschrift Simplicissimus. Allerdings spielt der Alte Simpl in der Münchener Kulturszene heute keine Rolle mehr.
Das Lokal war seit Ende Dezember 2023 vorübergehend geschlossen, da der Betreiber einen Insolvenzantrag gestellt hat. Im  April 2024 wurde die Gaststätte unter neuer Führung wiedereröffnet.